# Nipponomeconema hidaënse
Nipponomeconema hidaënse är en insektsart som beskrevs av Yamasaki 1983. Nipponomeconema hidaënse ingår i släktet Nipponomeconema och familjen vårtbitare. Inga underarter finns listade i Catalogue of Life.